# Аллербергер, Йозеф

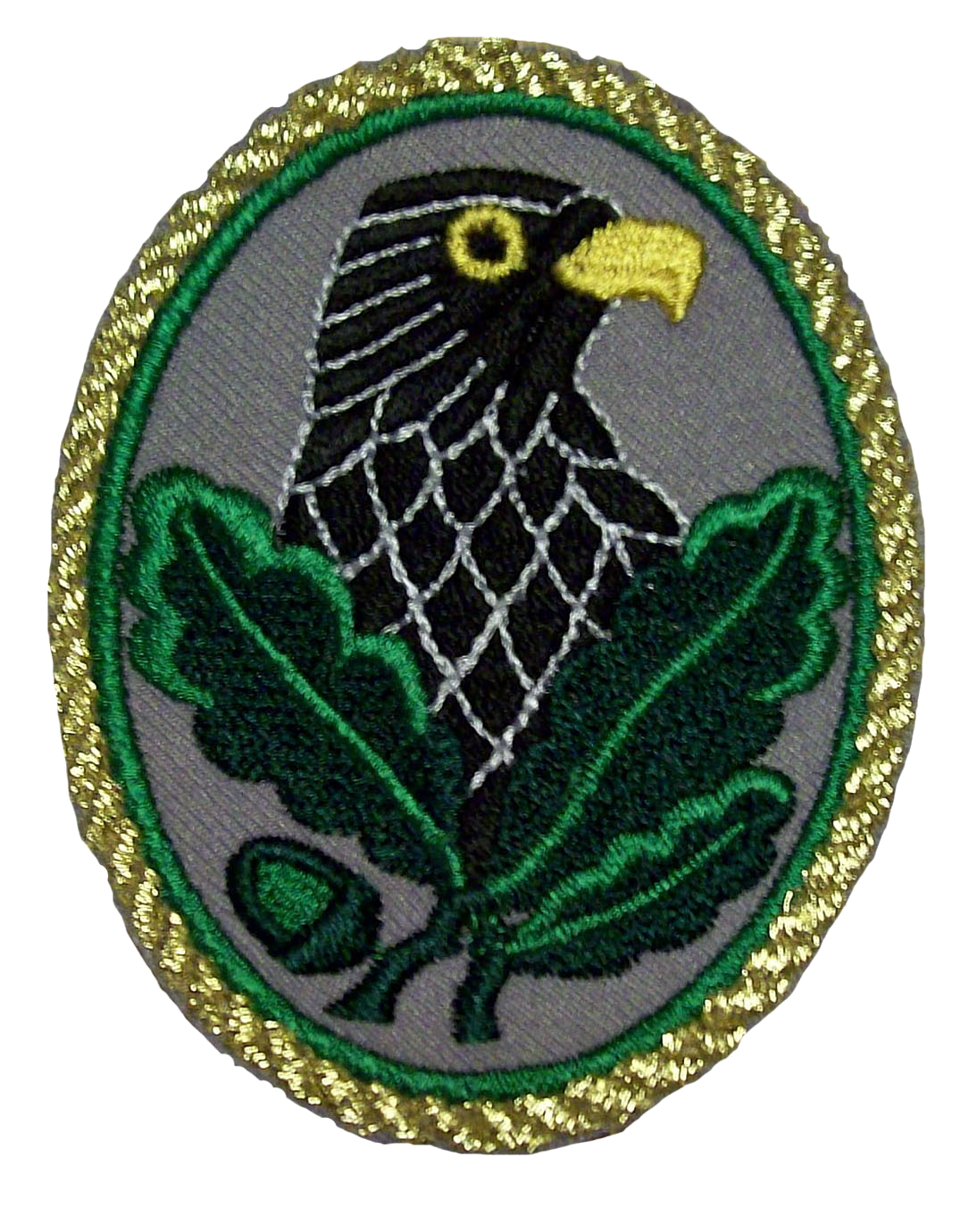
Нарукавная нашивка немецкого снайпера первой степени (чёрная голова орла с жёлтым клювом, зелеными дубовыми листьями и желудем на овале из серой ткани).
третья степень — 3. класс (без окантовки) — 20 уничтоженных противников;
вторая степень — 2. класс (с серебристым кантом) — 40;
первая степень — 1. класс (с золотистым кантом) — 60 и более.
Введена 20 августа 1944.

Йозеф Аллербергер (нем. Josef Allerberger; 24 декабря 1924, Штирия, Австрия — 2 марта 2010, Вальс-Зиценхайм, Зальцбург, Австрия) — непродолжительное время пулемётчик, чуть позднее снайпер 2-го батальона 144-го горнострелкового полка 3-й горнострелковой дивизии. Аллербергер являлся вторым по результативности снайпером вермахта, после Маттеуса Хетценаура, служившего в одной дивизии и в одном полку с Йозефом.
К концу войны на счету Йозефа (Зеппа, Зеппи — как его называли сослуживцы) Аллербергера было 257 подтверждённых уничтоженных солдат противника.

## Биография
Йозеф Аллербергер родился в 1924 году в Штирии, в простой крестьянской семье. Его отец был плотником, по тем же стопам шёл и сын, к восемнадцати годам овладевший основами семейной профессии.

### Участие во Второй мировой войне

#### Зачисление пулемётчиком, ранение
В феврале 1943 года, как и многие выходцы из горных регионов, был призван в альпийские части. Согласно книге Альбрехта Ваккера «Немецкий снайпер на Восточном фронте 1942—1945», Йозеф сначала прошёл шестимесячные курсы пулемётчиков. А непосредственно в бой Аллербергер вступил 18 июля 1943 года в составе 144-го полка 3-й горно-стрелковой дивизии.
Дивизия тогда находилась на линии Миус-фронта, и летом 1943 года там шли ожесточённые бои за Донбасский регион. Столкновение с отрезвляющей действительностью и животными ужасами окопной войны сильно изменили Йозефа.
По истечении пяти дней я потерял последние остатки своей юношеской наивности. Опыт кровавых боев наложил свой отпечаток на мое лицо, так что выглядел я теперь на десять лет старше. Наша 8-я рота сократилась в численности всего до двадцати человек. Из моей группы в живых остался только я и командир нашей роты. Я потерял чувство времени и не испытывал больше ни страха, ни жалости. Я стал продуктом событий, происходивших вокруг меня, движимый примитивным инстинктом выжить среди изнурительных боев, голода и жажды.
Тогда же пришло чёткое понимание того, что шансов выжить у него не будет, если он останется пулемётчиком. По мнению Аллербергера, потери среди пулемётчиков были намного выше, чем в среднем по пехоте, так как противник стремился в первую очередь подавить пулемёт артиллерийским, стрелковым или снайперским огнём. В результате лёгкого ранения в руку под Ворошиловском (ныне Алчевск) Аллербергер был прикомандирован к штабу на лёгкие работы.

#### Снайпер. Курсы и обучение
Именно здесь, в относительной безопасности полкового штаба, я, после размышлений над ситуацией, твердо решил попытаться при первой же возможности избежать службы в качестве пулеметчика.
Как плотник он восстанавливал разбитые приклады карабинов и сортировал оружие в качестве ассистента офицера-оружейника.
Конечно, это было знаком судьбы, что среди оружия, которое сортировал, я нашел одну-единственную русскую снайперскую винтовку. Только увидев её, я поспешил спросить у унтер-офицера по вооружению, нельзя ли с ней попрактиковаться.
Первые же стрельбы показали, что Йозеф Аллербергер оказался прирождённым снайпером.
Известно, что почти девять месяцев Аллербергер провоевал с советской трехлинейкой. При этом он подчёркивал, что поскольку он был, по сути, полевым снайпером, ему засчитывались лишь уничтожения, подтверждённые старшими по званию. Все противники, убитые им в составе подразделения, в том числе не только из снайперской винтовки, на его счёт не шли.
Летом 1944 года командир полка (хорошо относившийся к Йозефу) в качестве заслуженного отпуска направил его, по факту уже успешного высококлассного стрелка, на курсы снайперской подготовки (5.06.-2.07.44) в Австрии.
Вернувшись на фронт, Аллербергер перешёл на использование снайперской модификации винтовки Mauser 98k с 4-х кратным оптическим прицелом. Или, по обстоятельствам, на полуавтоматическую винтовку «Вальтер 43» Gewehr 43. К данному вооружению Йозеф относился весьма положительно и отмечал её эффективность в огне на дистанциях ближнего и среднего боя (от 100 до 400 метров) особенно с использованием экспансивных пуль.

#### Навыки снайперского боя
Йозеф Аллербергер подчёркивал, что главными принципами выживания снайпера являлись: выбор позиции, возможность незаметно её покинуть, наличие/подготовка запасных позиций, по возможности, работа в паре с наблюдателем, крайне желательная смена точки выстрела после одного — редко — двух выстрелов. Большое внимание он также уделял маскировке и соответствующей экипировке. Но важнейшим требованием к выживанию и боевой эффективности снайпера он считал повышенную психологическую устойчивость, вкупе с храбростью, осторожностью и наблюдательностью стрелка.
Аллербергер также находил не удовлетворяющим запросам современной войны стандартный «уставной» подход к отбору и подготовке снайперов, где основополагающими критериями являлись лишь меткость стрельбы и навыки маскировки на местности.
Уделяя должное внимание точности огня, приоритет он оставлял за особой (зачастую просто врождённой) психологической закалкой — способности индивидуума к убийству посредством снайперского оружия.
В подтверждение своих слов Йозеф Аллербергер указывал на тот факт, что в условиях реальных боевых действий Восточного фронта, 90 % попаданий по объектам осуществлялись на средних дистанциях огня снайперской винтовки (150—500 метров). Попадания на дистанциях более 800 метров он называл чудом и случайностью.
Снайперы обеих сторон массово практиковали больше стрельбу по корпусу, чем в голову. В результате, во-первых, резко возрастала вероятность попадания с первого выстрела, что увеличивало шансы стрелка не быть обнаруженным, и, во-вторых, цель всё равно гарантированно выводилась из строя.
Аллербергер приводил десятки примеров, когда огонь снайпера позволял срывать атаки превосходящих сил противника. Он использовал жестокую, но доказавшую свою эффективность тактику боя против штурмующих волн вражеской пехоты.
Я не обращал внимания на первые три-четыре линии атакующих и старался поразить в живот как можно больше бойцов, наступавших позади них. Слыша пронзительные крики раненых у себя за спиной, наступавшие в первых рядах теряли присутствие духа, и атака начинала захлёбываться. В этот момент я переключал своё внимание на первые линии врага. Противников, которые находились ближе пятидесяти метров ко мне, я поражал точными выстрелами в голову или в сердце, стараясь таким образом мгновенно вывести из боя всех, кого только мог. Тем из русских, кто находился на расстоянии больше пятидесяти метров от меня, я, наоборот, стрелял в туловище, стремясь ранить как можно больше врагов. Когда русские обращались в бегство, особенно эффективными оказывались выстрелы, в результате которых пули попадали отступающим в область почек. В этих случаях раненые начинали буквально по-звериному кричать и выть. В результате атака нередко резко заканчивалась. Мне в подобных ситуациях порою удавалось поразить более двадцати противников за несколько минут. Правда, такие попадания не увеличивали мой снайперский счет.

#### Конец войны
Конец войны Аллербергер встретил на территории Чехословакии недалеко от границы с Австрией. К тому времени министерство пропаганды Геббельса сделало из Йозефа узнаваемую фигуру, и его фотографии несколько раз печатались в нацистской прессе. Но известность сослужила ему дурную службу: предполагая, что в советском плену он будет обречён, Аллербергер постарался сделать всё возможное, чтобы добраться до дома. После двух недель пребывания в приальпийских лесах, и уже после официального объявления об окончании войны, ему удалось попасть домой.
Остаток жизни Аллербергер проработал плотником, как и его отец. Аллербергер умер 3 марта 2010 года в городе Вальс-Зиценхайм (Австрия).

### Память
Книга Альбрехта Ваккера (нем. Albrecht Wacker) «Немецкий снайпер на Восточном фронте. 1942—1945.» (англ. "Sniper on the Eastern Front: The Memoirs of Sepp Allerberger, Knight's Cross"), основанная на воспоминаниях Аллербергера, впервые вышла в 2000 году.

## Награды
Йозеф Аллербергер был награждён Железным крестом 2-го (сентябрь 1944) и 1-го (18 марта 1945) классов, Золотым знаком снайпера — 1 класса — 2 марта 1945, а также серебряным нагрудным знаком «За ранение» (17 ноября 1944).
- Встречается информация, что 20 апреля 1945 года Аллербергер был награждён рыцарским крестом Железного креста по распоряжению Фердинанда Шёрнера, но документы об этом награждении отсутствуют.